# Johann Anton August Weitsch
Johann Anton August Weitsch, auch Anton Weitsch genannt, (* 17. Januar 1762 in Braunschweig; † 17. März 1841 ebenda) war ein deutscher Maler und Museumsinspektor.

## Leben
Er begann seine Ausbildung als Maler bei seinem Vater Pascha Johann Friedrich Weitsch. Im November 1778 trat er in der Rolle des Abraham in dem Musikdrama Abraham auf Moria (von Johann Heinrich Rolle und August Hermann Niemeyer) als Sänger auf. Zusammen mit seinem älteren Bruder Friedrich Georg besuchte er anschließend die Düsseldorfer Akademie. Ein Stipendium Herzog Karl Wilhelm Ferdinands ermöglichte beiden Brüdern eine Studienreise nach Italien in den Jahren 1784 bis 1787. Auf der Rückreise blieb Weitsch einige Zeit in Wien, um Bilder zu kopieren. Nach seiner Rückkehr nach Braunschweig arbeitete er als Miniaturmaler für die Stobwassersche Lackwarenmanufaktur.

### Galerieinspektor in Salzdahlum
Am 17. August 1803 wurde er als Nachfolger seines verstorbenen Vaters zum Galerieinspektor der herzoglichen Gemäldegalerie in Schloss Salzdahlum ernannt. Während der napoleonischen Besetzung des Herzogtums erlebte Weitsch 1807 die Auflösung der Sammlung. So wurden 290 Bilder von Denon als Beutekunst nach Paris gebracht, 200 Gemälde kamen nach Kassel und 200 schenkte König Jérôme von Westfalen dem Museum in Braunschweig. Ungefähr 400 Bilder wurden weit unter Wert öffentlich versteigert. Nach dem Abriss des Salzdahlumer Schlosses 1813 ging Weitsch als Museumsinspektor nach Braunschweig, wo er am 23. April als politisch Verdächtiger festgenommen, in Kassel inhaftiert, aber bereits Anfang Mai begnadigt wurde.

### Museumsinspektor in Braunschweig
Die nach Kassel verbrachten Kunstgegenstände kehrten 1814 nach der Auflösung des Königreichs Westphalen wieder nach Braunschweig zurück. Weitsch reiste 1815 zusammen mit dem Braunschweigischen Hofrat und Museumsdirektor Emperius nach Paris und begleitete den Rücktransport der verschleppten Gemälde. Die Kunstsammlung wurde im Paulinerkloster in Braunschweig untergebracht und von Weitsch als Museumsinspektor betreut. Er war bis zu seiner Pensionierung 1835 vor allem konservatorisch tätig und restaurierte die infolge des Transports beschädigten Gemälde. Er schuf Miniaturporträts und Genrebilder, die qualitativ nicht an die Werke seines Bruders heranreichen.

### Familie
Weitsch war seit dem 21. April 1803 mit Jeannette Wilhelmine Bonnard († 1848) verheiratet. Sie war die Tochter des Holländers Claude Françis Bonnard, der im Dienst der Erbprinzessin von Braunschweig stand. Seine Söhne waren nicht als Künstler tätig. Er hatte eine Schwester Sophie Christine Juliane Schulze (geborene Weitsch, um 1751–1824) und einen Schwager Ludwig Wilhelm Schulze (1745–1820), der Buchhalter und Oberfaktor des Braunschweiger Porzellanlagers war. Gemeinsam mit seinen Geschwistern und seinem Schwager verfasste er im Jahr 1793 ein Lobgedicht auf seinen Vater.
Er starb 1841 im Alter von 79 Jahren in Braunschweig.